# Antoni Zdanowski
Antoni Zdanowski ps. Bis, Tolek (ur. 5 kwietnia 1895, zm. 19 stycznia 1948 w Warszawie) – polski działacz socjalistyczny i niepodległościowy. Jeden z liderów Komisji Centralnej Związków Zawodowych w okresie międzywojennym. Po wojnie aresztowany przez UB. Zmarł w wyniku tortur.

## Młodość
Syn Piotra i Marii z domu Złotkowskiej. Uczył się w gimnazjum im. Rocha Kowalskiego w Warszawie. W trakcie nauki gimnazjum pod wpływem szwagra został członkiem Związku Młodzieży Postępowo-Niepodległościowej. Po wybuchu I wojny światowej wstąpił do Polskiej Organizacji Wojskowej. Gdy w 1915 otrzymał powołanie do armii rosyjskiej, na polecenie POW nie stawił się do służby. Został skierowany do Oddziału Lotnego POW pod dowództwem Mariana Zyndram-Kościałkowskiego. 6 lub 7 lipca 1915 został aresztowany podczas przenoszenia prasy niepodległościowej. Był więziony w Arsenale, następnie spędził kilka miesięcy w szpitalu psychiatrycznym, gdzie symulował chorobę psychiczną. Ostatecznie został wywieziony do więzienia w Twerze. Uwolniony w wyniku rewolucji lutowej 1917, wyjechał do Sławiańska, gdzie w tym samym roku wstąpił do Polskiej Partii Socjalistycznej.
Uczestniczył w pracach Zjednoczenia Socjalistycznego Polskiego na Ukrainie, grupującego członków wszystkich polskich organizacji socjalistycznych tego kraju. Współredaktor pisma zjednoczenia „Jedność Robotnicza”. W 1918 r. wrócił do Polski, gdzie rozpoczął pracę w nielegalnym jeszcze ruchu zawodowym. W tym czasie był pod dużym wpływem rewolucyjnego syndykalizmu francuskiego.

## W II Rzeczypospolitej
W latach 1919–1920 był sekretarzem, a w latach 1925–1939 zastępcą sekretarza Komisji Centralnej Związków Zawodowych. W latach 1919–1921 wraz z Tomaszem Arciszewskim redagował pismo KCZZ „Związkowiec”. zaś od 1924 do 1939 miesięcznik „Robotniczy Przegląd Gospodarczy”. W okresie 1926–1938 był sekretarzem Związku Zawodowego Robotników i Robotnic Przemysłu Tytoniowego w Polsce. Blisko współpracował z Zygmuntem Żuławskim. W 1922 za publikacje na łamach „Związkowca” został aresztowany i skazany na 4 lata ciężkiego więzienia, jednak został niebawem zwolniony za kaucją.
W 1921 był jednym z założycieli Warszawskiej Spółdzielni Mieszkaniowej. Działał w Instytucie Gospodarstwa Społecznego. Od XXII Kongresu PPS w maju 1931, pełnił funkcję zastępcy członka Rady Naczelnej PPS. Od XXIII Kongresu PPS w lutym 1934 do wojny był członkiem Rady Naczelnej PPS. Od 1931 do 1939 – członkiem Warszawskiego Okręgowego Komitetu Robotniczego PPS (w lutym 1939 został również członkiem egzekutywy WOKR). Pełnił również funkcję sekretarza Rady Związków Zawodowych w Warszawie.
W lutym 1935 był jednym z organizatorów Warszawskiej Narady Robotniczej z udziałem blisko pięciuset delegatów z PPS, Bundu, Poalej-Syjon Lewica i Lewicy Związkowej. W trakcie narady, na której Zdanowski przemawiał wraz ze Henrykiem Ehrlichem z Bundu, przyjęto Manifest postulujący: sześciogodzinny dzień pracy bez redukcji płacy, zawarcie umów zbiorowych, zakaz zamykania fabryk, roboty publiczne dla co najmniej 500 tys. robotników, dostateczne zasiłki dla bezrobotnych, ubezpieczenia od choroby i inwalidztwa, obniżki komornego dla mieszkań robotniczych o połowę, wstrzymanie eksmisji dla bezrobotnych, równe prawa dla mniejszości narodowych oraz uwolnienie więźniów politycznych i wolność polityczną dla pracujących.
Jako delegat KCZZ uczestniczył w posiedzeniach związkowej Międzynarodówki Amsterdamskiej. W kwietniu 1937, korzystając z uczestnictwa w konferencji planu gospodarczego w Paryżu, wraz z Wiktorem Alterem z Bundu odwiedzili Hiszpanię i spotkali się z przedstawicielami polskich oddziałów Brygad Międzynarodowych. Zostali za to zaatakowani w krajowej prasie rządowej. Na VI Kongresie Związku Stowarzyszeń Zawodowych w październiku 1937 Zdanowski zainicjował uchwałę wyrażającą sympatię i deklarującą pomoc dla Republiki Hiszpańskiej. Na tym samym Kongresie ostro przeciwstawiał się współpracy związkowej z komunistami. Od 1936 był członkiem Centralnej Sekcji Spółdzielczej przy Zarządzie Głównym Towarzystwa Uniwersytetu Robotniczego.

## Okres wojny i okupacji
We wrześniu 1939 opuścił Warszawę na radiowy apel płk. Romana Umiastowskiego, jednak wraz z innymi działaczami PPS powrócił do miasta. W trakcie obrony Warszawy od 10 września jako członek Robotniczego Komitetu Pomocy Społecznej, był oddelegowany przez PPS jako członek oficjalnej instytucji „Stołecznego Komitetu Samopomocy Społecznej” (który kontynuował oficjalną działalność po wkroczeniu Niemców do Warszawy). W 1940 dzięki zbiegowi okoliczności uniknął aresztowania i ukrywał się w okolicach Ostrowca Świętokrzyskiego pod nazwiskiem Stanisław Kowalski. Pracował tam w charakterze lustratora „Społem”. Gestapo aresztowało jednak jego żonę.
Z ramienia PPS-WRN nadzorował działalność partii w okręgu Radom i Ostrowiec Świętokrzyski. Był twórcą podziemnych struktur Komisji Centralnej Związków Zawodowych.
Od 1943 był członkiem Centralnego Kierownictwa Ruchu PPS-WRN. Pełnił funkcję szefa Centralnego Wydziału Zawodowego. W trakcie powstania warszawskiego od 4 sierpnia do 25 września 1944 redagował „Biuletyn IV Okręgu PPS i OW PPS Warszawa Północ” na Żoliborzu.

## W powojennej Polsce
W pierwszych miesiącach 1945 został zatrzymany w Koluszkach przez Urząd Bezpieczeństwa, gdy wzięto go za Zygmunta Zarembę. Uczestniczył w posiedzeniach podziemnej Rady Naczelnej PPS 15 lipca 1945, wspierając stanowisko Żuławskiego o potrzebie porozumienia z „lubelską” PPS. Po złamaniu umowy o połączeniu uczestniczył w październiku 1945 w tworzeniu Komitetu Organizacyjnego Polskiej Partii Socjalno-Demokratycznej. Po niepowodzeniu zalegalizowania PPSD, wraz z Zygmuntem Żuławskim, w grudniu 1945 wstąpił indywidualnie do „lubelskiej” PPS. Wstąpił do organizacji warszawskiej wraz ze Stanisławem Garlickim i Marianem Nowickim i blisko dwustoma działaczami PPS-WRN. W lutym 1946 był członkiem Wojewódzkiego Komitetu PPS w Warszawie Wybrano go wiceprzewodniczącym, lecz wybory zostały unieważnione.
W sierpniu 1946 wraz z Zygmuntem Żuławskim na znak protestu przeciw łamaniu wszelkich ustaleń przez kierownictwo „lubelskiej” PPS wystąpił z partii. Zdanowski na znak solidarności również złożył rezygnację.
W grudniu 1946 został zgłoszony jako kandydat do Sejmu na „liście ludowo-robotniczej” w Warszawie na trzecim miejscu za Stanisławem Mikołajczykiem i Stefanem Korbońskim jako „niezależny socjalista” oraz z okręgu łódzkiego. Został skreślony z list wyborczych, a następnie 2 stycznia 1947 pozbawiony biernego prawa wyborczego. Państwowa Komisja Wyborcza postawiła mu zarzut kolaboracji z Niemcami. Zarzut oparto na stwierdzeniu, „że kierownictwo WRN przeciwdziałało walce zbrojnej z okupantem”. Został również zwolniony z pracy w ubezpieczalni społecznej.

4 lipca 1947 został aresztowany przez Urząd Bezpieczeństwa. Przeszedł okrutne śledztwo, ciężko chorując na gruźlicę. 3 stycznia 1948 Wojskowy Sąd Rejonowy pod przewodnictwem sędziego Jana Hryckowiana, postanowił o przedłużeniu śledztwa do kwietnia 1948, dopiero po orzeczeniu lekarskim, że „dalszy pobyt w więzieniu może zagrażać życiu”, spowodował zmianę aresztu tymczasowego na obowiązek meldowania się co miesiąc w MBP. Po tej decyzji sądu, płk Józef Różański zawiadomił żonę Zdanowskiego o zwolnieniu męża. Zwolniono go 17 stycznia 1948, przewożąc w stanie agonalnym karetką. W domu był już nieprzytomny i zmarł po dwóch dniach. Jak pisał później Zygmunt Zaremba:

Bezpieka wypuściła ze swych rak więźnia już dogorywającego. Oddała rodzinie – Zdanowskiego nieprzytomnego, zwalczającego w malignie upiora, który go dręczył. Wykrzykiwał wciąż: Nie! Nie! Nie znałem nie wiem (...) Umarł po paru dniach. Jego śmierć męczeńska stała się symbolem rzeczywistości polskiej i losów polskiego ruchu robotniczego.

Zmarł 19 stycznia 1948 w swoim mieszkaniu przy ul. Koszykowej 45. Pogrzeb odbył się na cmentarzu Powązkowskim w obecności tylko najbliższej rodziny. Nie pozwolono na ogłaszanie nekrologów. Pochowany jest w kwaterze 241, rząd 2, grób szósty.

## Niektóre publikacje
- „Jedność i niezależność związków zawodowych”, Warszawa 1935
- „Warunki mieszkaniowe robotników w okresie kryzysu i bezrobocia”, Instytut Gospodarstwa Społecznego, Warszawa 1936
- „Mieszkania kolejarzy warsztatowców węzła warszawskiego”. Biblioteka Polskiego Towarzystwa Reformy Mieszkaniowej Warszawa 1937
- „Hiszpania – kraj – ludzie – wojna domowa”, Warszawa 1937